# Hartley (Cumbria)
Pour les articles homonymes, voir Hartley.

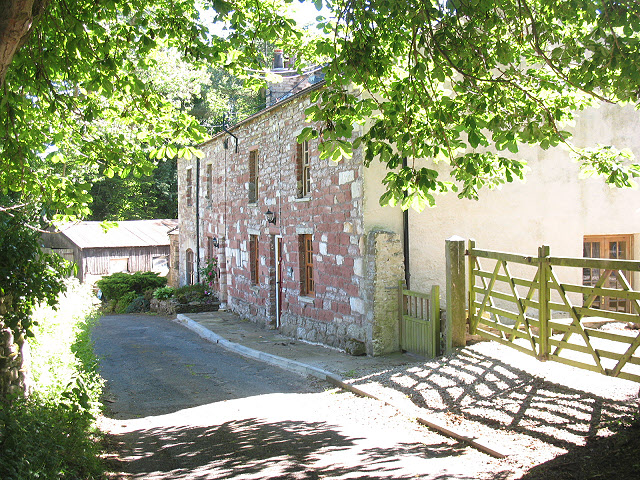
Vue du village.

Hartley est un village et un civil parish de Cumbria, en Angleterre. Il est situé à environ un kilomètre à l'est de la ville de Kirkby Stephen. Administrativement, il dépend du district d'Eden. Au moment du recensement de 2011, il comptait 138 habitants.